# RTC Televisión
Radio y Televisión Comunal de Iquique (RTC) es un canal de televisión televisión abierta chileno. Fue lanzado en 1999 en Iquique, Alto Hospicio, Pica y Pozo Almonte de la Región de Tarapacá.Transmite en el canal 26.1 y 26.2 UHF. RTC, es propiedad de la Ilustre Municipalidad de Iquique a través de la Corporación Municipal de Desarrollo Social de Iquique. Entre 2007 y 2012, el canal empleó el nombre «Tarapacá Televisión».

## Historia
RTC Televisión fue lanzado en Iquique en 1999 ante la necesidad local de contar con un canal de televisión tras el cierre de Telenorte en 1996. El mismo año, la Corporación Municipal de Desarrollo Social de Iquique solicitó ante el Consejo Nacional de Televisión de Chile la concesión de una licencia de televisión abierta por UHF. La proveedora Metrópolis Intercom (hoy VTR) cedió un canal dentro de su oferta de programación local a la municipalidad de Iquique, que lo usó para lanzar TVC (Televisión Comunitaria) el 1 de diciembre de 1999. Al pasar los años, fue relanzado como RTC Televisión.
Tras la elección de Myrta Dubost como alcaldesa de Iquique, el canal cambió de nombre a Tarapacá Televisión en 2007. En diciembre de 2012, fue relanzado nuevamente como RTC Televisión con la elección de Jorge Soria Quiroga a la alcaldía.[cita requerida]

## Directores ejecutivos
- Pablo Cañarte González (1997-1998).
- Javier Ureta (1998).
- Adolfo Vargas (1999).
- Guillermo Cejas Valenzuela (1999-2003).
- Adolfo Vargas (2003).
- José Ureta (2005).
- Félix Reales Vilca (2005).
- Guillermo Cejas Valenzuela (2005-2007).
- Mario Cortez (2007-2008).
- Rodolfo Valencia (2008).
- Mario Cortez (2008).
- Cristián Tapia (2009-2012).
- Ernesto Lo Carrasco (2012-?).[1]
- María Cristina Arancibia Hohmann (2019-actualidad).[cita requerida]